# Gran Premio del Úlster de Motociclismo de 1959
El Gran Premio del Ulster de Motociclismo de 1959 fue la séptima prueba de la temporada 1959 del Campeonato Mundial de Motociclismo. El Gran Premio se disputó el 8 de agosto de 1959 en Dundrod.

## Resultados 500cc
| Pos.    | Piloto         | Equipo    | Tiempo/Retirado | Puntos |
| ------- | -------------- | --------- | --------------- | ------ |
| 1       | John Surtees   | MV Agusta | 1:33"24'0       | 8      |
| 2       | Bob McIntyre   | Norton    | + 29'0          | 6      |
| 3       | Geoff Duke     | Norton    | + 2"41'0        | 4      |
| 4       | Terry Shepherd | Norton    | + 3"31'0        | 3      |
| 5       | Bob Brown      | Norton    | + 4"19'0        | 2      |
| 6       | Alistair King  | Norton    | + 4"30'0        | 1      |
| 7       | Dickie Dale    | BMW       | + 1 ronde       |        |
| 8       | John Hempleman | Norton    | + 1 ronde       |        |
| 9       | Alan Shepherd  | Matchless | + 1 ronde       |        |
| 10      | Ralph Rensen   | Norton    | + 1 ronde       |        |
| 11      | Ron Miles      | Norton    |                 |        |
| 12      | Stephen Murray | Matchless |                 |        |
| 13      | Robin Fitton   | BMW       |                 |        |
| 14      | Derek Powell   | Matchless |                 |        |
| 15      | Don Chapman    | Norton    |                 |        |
| 16      | Tommy McLeod   | Norton    |                 |        |
| 17      | Stan Cameron   | Matchless |                 |        |
| 18      | Jimmy Jones    | Norton    |                 |        |
| 19      | William McCosh | Matchless |                 |        |
| 20      | Martin Brosnan | Norton    |                 |        |
| 21      | Willie White   | Norton    |                 |        |
| 22      | Harry Grant    | Matchless |                 |        |
| 23      | Frank Gordon   | Norton    |                 |        |
| 24      | Ernie Oliver   | AJS       |                 |        |
| 25      | Jack Shannon   | BSA       |                 |        |
| 26      | John Brown     | Norton    |                 |        |
| Ret     | Jack Findlay   | Norton    | Ret             |        |
| Ret     | Tom Phillis    | Norton    | Ret             |        |
| Ret     | John Hartle    | MV Agusta | Ret             |        |
| Ret     | Gary Hocking   | Norton    | Ret             |        |
| Ret     | Jim Redman     | Norton    | Ret             |        |
| Ret     | Paddy Driver   | Norton    | Ret             |        |
| Fuente: |                |           |                 |        |

## Resultados 350cc
| Pos. | Piloto          | Equipo    | Tiempo/Retirado | Puntos |
| ---- | --------------- | --------- | --------------- | ------ |
| 1    | John Surtees    | MV Agusta | 1:37"29'0       | 8      |
| 2    | Bob Brown       | Norton    |                 | 6      |
| 3    | Geoff Duke      | Norton    |                 | 4      |
| 4    | Dickie Dale     | AJS       |                 | 3      |
| 5    | Tom Phillis     | Norton    |                 | 2      |
| 6    | John Hempleman  | Norton    |                 | 1      |
| 7    | Jim Redman      | Norton    |                 |        |
| 8    | Paddy Driver    | Norton    |                 |        |
| 9    | Norman Crossett | Norton    |                 |        |
| 10   | Steve Murray    | AJS       |                 |        |
| Ret  | Alan Shepherd   | AJS       | Ret             |        |
| Ret  | Alistair King   | Norton    | Ret             |        |
| Ret  | Bob McIntyre    | AJS       | Ret             |        |
| Ret  | John Hartle     | MV Agusta | Ret             |        |
| Ret  | Mike Hailwood   | AJS       | Ret             |        |

## Resultados 250cc
| Pos. | Piloto            | Equipo     | Tiempo/Retirado | Puntos |
| ---- | ----------------- | ---------- | --------------- | ------ |
| 1    | Gary Hocking      | MZ         | 59"49'0         | 8      |
| 2    | Mike Hailwood     | Mondial    |                 | 6      |
| 3    | Ernst Degner      | MZ         |                 | 4      |
| 4    | Tommy Robb        | MZ         |                 | 3      |
| 5    | Phil Carter       | NSU        |                 | 2      |
| 6    | Günter Beer       | Adler      |                 | 1      |
| 7    | Arthur Wheeler    | Moto Guzzi |                 |        |
| 8    | Siegfried Lohmann | Adler      |                 |        |
| 9    | Sammy Hodgins     | MV Agusta  |                 |        |
| 10   | Noel Orr          | NSU        |                 |        |

## Resultados 125cc
| Pos. | Piloto         | Equipo    | Tiempo/Retirado | Puntos |
| ---- | -------------- | --------- | --------------- | ------ |
| 1    | Mike Hailwood  | Ducati    | 54"19'0         | 8      |
| 2    | Gary Hocking   | MZ        |                 | 6      |
| 3    | Ernst Degner   | MZ        |                 | 4      |
| 4    | Ken Kavanagh   | Ducati    |                 | 3      |
| 5    | Alberto Pagani | Ducati    |                 | 2      |
| 6    | Arthur Wheeler | Ducati    |                 | 1      |
| 7    | Tommy Robb     | Ducati    |                 |        |
| 8    | Jim Baughn     | EMC       |                 |        |
| 9    | Harry Dunlop   | MV Agusta |                 |        |
| Ret  | Bill Webster   | MV Agusta | Ret             |        |